# Jurčica
Jurčica (lat. Suaeda), biljni rod iz porodice štirovki smješten u vlastiti tribus Suaedeae, dio potporodice Suaedoideae.
Rod je raširen po svim kontinentima, a dvije vrste rastu i u Hrvatskoj, to su primorska i grmolika jurčica. Postoji 90 priznatih vrsta, uglavnom jednogodišnje raslinje i vazdazeleni grmovi.

## Vrste
1. Suaeda acuminata (C.A.Mey.) Moq.
2. Suaeda aegyptiaca (Hasselq.) Zohary
3. Suaeda altissima (L.) Pall.
4. Suaeda anatolica (Aellen) Sukhor.
5. Suaeda aralocaspica (Bunge) Freitag & Schütze
6. Suaeda arbusculoides L.S.Sm.
7. Suaeda arctica Jurtzev & V.V.Petrovsky
8. Suaeda arcuata Bunge
9. Suaeda argentinensis A.Soriano
10. Suaeda arguinensis Maire
11. Suaeda articulata Aellen
12. Suaeda asphaltica (Boiss.) Boiss.
13. Suaeda australis (R.Br.) Moq.
14. Suaeda braun-blanquetii (Pedrol & Castrov.) Rivas Mart., Cantó & Sánchez Mata
15. Suaeda caespitosa Dod
16. Suaeda calceoliformis (Hook.) Moq.
17. Suaeda californica S.Watson
18. Suaeda carnosissima Post
19. Suaeda conferta (Small) I.M.Johnst.
20. Suaeda confusa Iljin
21. Suaeda corniculata (C.A.Mey.) Bunge
22. Suaeda cucullata Aellen
23. Suaeda dendroides (C.A.Mey.) Moq.
24. Suaeda divaricata Moq.
25. Suaeda edulis Flores Olv. & Noguez
26. Suaeda eltonica Iljin
27. Suaeda esteroa Ferren & S.A.Whitmore
28. Suaeda foliosa Moq.
29. Suaeda × genesiana Pedrol & Castrov.
30. Suaeda glauca (Bunge) Bunge
31. Suaeda heterophylla (Kar. & Kir.) Bunge ex Boiss.
32. Suaeda ifniensis Caball. ex Maire
33. Suaeda inflata Aellen
34. Suaeda jacoensis I.M.Johnst.
35. Suaeda japonica Makino
36. Suaeda khalijefarsica Akhani
37. Suaeda kocheri Guss. ex C.Brullo, Brullo & Giusso
38. Suaeda kossinskyi Iljin
39. Suaeda kulundensis Lomon. & Freitag
40. Suaeda lehmannii (Bunge) Kapralov, Akhani & Roalson
41. Suaeda linearis (Elliott) Moq.
42. Suaeda linifolia Pall.
43. Suaeda malacosperma H.Hara
44. Suaeda maritima (L.) Dumort.
45. Suaeda merxmuelleri Aellen
46. Suaeda mexicana (Standl.) Standl.
47. Suaeda micromeris Brenan
48. Suaeda microphylla Pall.
49. Suaeda microsperma (C.A.Mey.) Fenzl
50. Suaeda monodiana Maire
51. Suaeda monoica Forssk. ex J.F.Gmel.
52. Suaeda moschata A.J.Scott
53. Suaeda multiflora Phil.
54. Suaeda nesophila I.M.Johnst.
55. Suaeda neuquenensis M.A.Alonso, Contic. & Cerazo
56. Suaeda nigra (Raf.) J.F.Macbr.
57. Suaeda nigrescens I.M.Johnst.
58. Suaeda novae-zelandiae Allan
59. Suaeda nudiflora (Willd.) Moq.
60. Suaeda occidentalis (S.Watson) S.Watson
61. Suaeda olufsenii Paulsen
62. Suaeda palaestina Eig & Zohary
63. Suaeda palmeri (Standl.) Standl.
64. Suaeda pannonica Beck
65. Suaeda paradoxa (Bunge) Bunge
66. Suaeda patagonica Speg.
67. Suaeda pelagica Bartolo, Brullo & P.Pavone
68. Suaeda physophora Pall.
69. Suaeda plumosa Aellen
70. Suaeda prostrata Pall.
71. Suaeda pruinosa Lange
72. Suaeda pterantha (Kar. & Kir.) Bunge
73. Suaeda puertopenascoa M.C.Watson & Ferren
74. Suaeda pulvinata Alvarado Reyes & Flores Olv.
75. Suaeda rigida H.W.Kung & G.L.Chu
76. Suaeda rolandii Bassett & Crompton
77. Suaeda salina B.Nord.
78. Suaeda salsa (L.) Pall.
79. Suaeda scabra Lomon.
80. Suaeda sibirica Lomon. & Freitag
81. Suaeda spicata (Willd.) Moq.
82. Suaeda splendens (Pourr.) Gren. & Godr.
83. Suaeda stellatiflora G.L.Chu
84. Suaeda tampicensis (Standl.) Standl.
85. Suaeda taxifolia (Standl.) Standl.
86. Suaeda tschujensis Lomon. & Freitag
87. Suaeda turgida G.L.Chu
88. Suaeda turkestanica Litv.
89. Suaeda tuvinica Lomon. & Freitag
90. Suaeda vera Forssk. ex J.F.Gmel.
91. Suaeda vermiculata Forssk. ex J.F.Gmel.

Sinonimi:
- Alexandra Bunge
- Belowia Moq.
- Borsczowia Bunge
- Brezia Moq.
- Calvelia Moq.
- Chenopodina Moq.
- Cochliospermum Lag.
- Dondia Adans.
- Helicilla Moq.
- Lerchia Haller ex Zinn
- Pterocalyx Schrenk
- Schanginia C.A.Mey.
- Schoberia C.A.Mey.
- Trikalis Raf.